# Гран-при Малайзии 2006 года
Гран-при Малайзии — 2-й этап сезона 2006 Формулы-1. Гран-при Малайзии всегда считался одним из самых сложных в календаре чемпионата мира из-за тяжёлых погодных условий. В 2006 году это испытание оказалось не под силу новым моторам V8: двигатель был заменён на 5 машинах, а 4 сошли в гонке из-за проблем с мотором.
Абсолютного успеха на Гран-при Малайзии добилась команда Renault, которой удалось завоевать победный дубль, чего не происходило с 1982 года. Джанкарло Физикелла стартовал с поул-позишн и уверенно выиграл гонку. Его напарник Фернандо Алонсо благодаря блестящему старту и более выгодной стратегии смог занять второе место. Гонщик команды Honda Дженсон Баттон занял 3-е место на пьедестале почёта.

## Свободные заезды
На свободных заездах команды экономили ресурсы ещё молодого мотора V8, поэтому основные пилоты проехали очень мало кругов, предоставив трассу третьим пилотам. Лучшее время первой сессии у Александра Вурца из Williams (1:34,946).
Во второй сессии лучшее время показал Энтони Дэвидсон (Honda, 1:35,041).
Подробные результаты пятничных свободных заездов: .
В третьей (субботней) сессии участвовали только основные гонщики команд, хотя, экономя ресурс мотора, никто не проехал более 21 круга. Лучшее время показал Михаэль Шумахер (Ferrari, 1:34,126).
Субботние свободные заезды: .

## Квалификация
| Место | Гонщик              | Команда     | 3 сессия    | 2 сессия    | 1 сессия |
| ----- | ------------------- | ----------- | ----------- | ----------- | -------- |
| 1     | Джанкарло Физикелла | Renault     | 1:33,840    | 1:33,623    | 1:35,488 |
| 2     | Дженсон Баттон      | Honda       | 1:33,986    | 1:33,527    | 1:35,023 |
| 3     | Нико Росберг        | Williams    | 1:34,626    | 1:34,562    | 1:35,105 |
| 4     | Михаэль Шумахер     | Ferrari     | 1:34,668    | 1:34,574    | 1:35,810 |
| 5     | Марк Уэббер         | Williams    | 1:34,672    | 1:34,279    | 1:35,252 |
| 6     | Хуан Пабло Монтойя  | McLaren     | 1:34,916    | 1:34,568    | 1:34,536 |
| 7     | Кими Райкконен      | McLaren     | 1:34,983    | 1:34,351    | 1:34,667 |
| 8     | Фернандо Алонсо     | Renault     | 1:35,747    | 1:33,997    | 1:35,514 |
| 9     | Кристиан Клин       | Red Bull    | 1:38,715    | 1:34,537    | 1:35,171 |
| 10    | Ральф Шумахер       | Toyota      | без времени | 1:34,586    | 1:35,214 |
| 11    | Дэвид Култхард      | Red Bull    |             | 1:34,614    | 1:34,839 |
| 12    | Рубенс Баррикелло   | Honda       |             | 1:34,683    | 1:35,526 |
| 13    | Ярно Трулли         | Toyota      |             | 1:34,702    | 1:35,517 |
| 14    | Жак Вильнёв         | BMW         |             | 1:34,752    | 1:35,391 |
| 15    | Ник Хайдфельд       | BMW         |             | 1:34,783    | 1:35,588 |
| 16    | Фелипе Масса        | Ferrari     |             | без времени | 1:35,091 |
| 17    | Скотт Спид          | Toro Rosso  |             |             | 1:36,297 |
| 18    | Витантонио Лиуцци   | Toro Rosso  |             |             | 1:36,581 |
| 19    | Кристиан Альберс    | Midland     |             |             | 1:37,426 |
| 20    | Тьягу Монтейру      | Midland     |             |             | 1:37,819 |
| 21    | Такума Сато         | Super Aguri |             |             | 1:39,011 |
| 22    | Юдзи Иде            | Super Aguri |             |             | 1:40,720 |

Пятеро гонщиков будут стартовать в гонке не со своих квалификационных позиций в связи с заменами моторов:
- Мотор на машине Дэвида Култхарда отказал на круге возвращения в боксы после Гран-при Бахрейна.
- Михаэль Шумахер сменил мотор на пятничных свободных заездах. Ferrari утверждает, что это было сделано в целях предосторожности, так как уже были проблемы с моторами Массы и Дэвида Култхарда.
- Фелипе Масса заменил мотор дважды. Было решено, что он не примет участия в квалификации, но Масса всё же участвовал в 1-й сессии, прошёл во 2-ю, но больше на трассу не выезжал.
- Рубенс Баррикелло также был оштрафован на 10 позиций за замену мотора.
- Мотор Ральфа Шумахера сгорел на квалификации, после того как немец прошёл в десятку лучших. Результат Ральфа был зафиксирован 10-м и не мог быть улучшен. За замену мотора Ральф Шумахер потерял 10 мест в гонке стартовал последним, поскольку замена была сделана им последним из всех гонщиков.

## Гонка
Джанкарло Физикелла, стартовав с поула, уверенно выиграл гонку, не отдавая лидерство кроме как на время пит-стопов.
На старте лучшего результата добился Фернандо Алонсо: он смог прорваться с 7-го места на 3-е несмотря на тяжёлую машину. Гонщики Williams, занятые борьбой между собой, облегчили задачу гонщику Renault. Тяжёлый автомобиль Алонсо, однако, не позволил испанцу соперничать с идущим вторым Баттоном, заставляя обороняться от атак Марка Уэббера, который сошёл на 16-м круге. Алонсо смог «пересидеть» Баттона на трассе, поехав на 2-й пит-стоп позднее, что позволило испанцу вернуться на трассу вторым.
В 4-м повороте гонки Кристиан Клин, атакуя, задел машину Кими Райкконена, сломав ему подвеску, что вывело из гонки одного из фаворитов. Сам Клин смог доехать до боксов и продолжить гонку, но на 27-м круге сошёл также из-за проблем с подвеской. Фелипе Масса, стартовав с 21-го места из-за двукратной смены мотора, смог осуществить стратегию 1-го пит-стопа, как это сделал на предыдущей гонке Кими Райкконен, и финишировать 5-м впереди Михаэля Шумахера, который не смог опередить бразильца несмотря на старт с 14-го места. Последние несколько кругов гонки прошли в борьбе между партнёрами по команде Ferrari.
Ральф Шумахер стартовал с последнего 22-го места в связи со сменой мотора во время квалификации, но смог занять 8-е место, на последних кругах активно преследуя Жака Вильнёва. Ральф Шумахер был единственным гонщиком, использовавшим стратегию 3-х пит-стопов, что способствовало успеху немца. Рубенс Баррикелло был близок к очковой зоне, но не смог в неё попасть из-за превышения скорости на пит-лейн и последовавшего наказания стоп-энд-гоу.
В гонке смогли финишировать лишь 14 гонщиков, остальные же сошли по различным причинам. Но основной проблемой были моторы, которые не выдержали малайзийской жары, тем более, что предыдущая гонка проходила в столь же жарком Бахрейне. Несмотря на это гонщик дебютирующей в Формуле-1 команды Super Aguri Honda, Такума Сато смог довести свой автомобиль до финиша в обеих гонках. Гонщик McLaren Хуан Пабло Монтойя второй раз набрал важные для команды очки, финишировав 4-м.
| Место | С  | №  | Гонщик              | Команда     | Ш | Круги | Время/причина схода | Пит | О  |
| ----- | -- | -- | ------------------- | ----------- | - | ----- | ------------------- | --- | -- |
| 1     | 1  | 2  | Джанкарло Физикелла | Renault     | M | 56    | 1:30:40,529         | 2   | 10 |
| 2     | 7  | 1  | Фернандо Алонсо     | Renault     | M | 56    | +4,585              | 2   | 8  |
| 3     | 2  | 12 | Дженсон Баттон      | Honda       | M | 56    | +9,631              | 2   | 6  |
| 4     | 5  | 4  | Хуан Пабло Монтойя  | McLaren     | M | 56    | +39,351             | 2   | 5  |
| 5     | 21 | 6  | Фелипе Масса        | Ferrari     | B | 56    | +43,254             | 1   | 4  |
| 6     | 14 | 5  | Михаэль Шумахер     | Ferrari     | B | 56    | +43,854             | 2   | 3  |
| 7     | 10 | 17 | Жак Вильнёв         | BMW         | M | 56    | +1:20,461           | 2   | 2  |
| 8     | 22 | 7  | Ральф Шумахер       | Toyota      | B | 56    | +1:21,288           | 3   | 1  |
| 9     | 9  | 8  | Ярно Трулли         | Toyota      | B | 55    | +1 круг             | 2   |    |
| 10    | 20 | 11 | Рубенс Баррикелло   | Honda       | M | 55    | +1 круг             | 2   |    |
| 11    | 13 | 20 | Витантонио Лиуцци   | Toro Rosso  | M | 54    | +2 круга            | 2   |    |
| 12    | 15 | 19 | Кристиан Альберс    | Midland     | B | 54    | +2 круга            | 2   |    |
| 13    | 16 | 18 | Тьягу Монтейру      | Midland     | B | 54    | +2 круга            | 2   |    |
| 14    | 17 | 22 | Такума Сато         | Super Aguri | B | 53    | +3 круга            | 2   |    |
| Сход  | 11 | 16 | Ник Хайдфельд       | BMW         | M | 49    | Мотор               | 2   |    |
| Сход  | 12 | 21 | Скотт Спид          | Toro Rosso  | M | 42    | Сцепление           | 1   |    |
| Сход  | 18 | 23 | Юдзи Иде            | Super Aguri | B | 34    | Механика            | 1   |    |
| Сход  | 8  | 15 | Кристиан Клин       | Red Bull    | M | 27    | Подвеска            | 2   |    |
| Сход  | 4  | 9  | Марк Уэббер         | Williams    | B | 16    | Мотор               | 1   |    |
| Сход  | 19 | 14 | Дэвид Култхард      | Red Bull    | M | 11    | Гидравлика          | 0   |    |
| Сход  | 3  | 10 | Нико Росберг        | Williams    | B | 7     | Мотор               | 0   |    |
| Сход  | 6  | 3  | Кими Райкконен      | McLaren     | M | 1     | Авария              | 0   |    |

Лучший круг: Фернандо Алонсо — 1:34,803, на 45-м круге.
Лидеры гонки: Джанкарло Физикелла 1—17, 26—37, 43—56 (43); Дженсон Баттон 18 (1); Фернандо Алонсо 19—25, 38—42 (12).
Последняя победа Джанкарло Физикеллы
- Команда Renault впервые с Гран-при Франции 1982 года завоевала победный дубль: её гонщики заняли в гонке 1-е и 2-е места.